# Homa Nategh
Homa Nategh (1935 – 1 de enero de 2016) fue una historiadora, escritora y profesora  iraní.

## Biografía
Nació en Urmía, en la provincia de Azerbaiyán Oriental. Fue profesora de historia de la Universidad de Teherán. Especialista en historia contemporánea de Irán, residió en París hasta su fallecimiento. Estuvo activa durante la Revolución iraní de 1979. Tras la revolución fue expulsada de la Universidad de Teherán y se mudó a París, donde enseñó historia de Irán en la Universidad Sorbona. Allí publicó una gran cantidad de textos sobre historia iraní, enfocándose en la Dinastía Kayar.